# Seven de Londres 2014
El Seven de Londres de 2014 fue la decimocuarta edición del torneo inglés de rugby 7, fue el noveno y último torneo de la temporada 2013-14 de la Serie Mundial Masculina de Rugby 7.
Se disputó en el Twickenham Stadium de Londres.

## Fase de grupos

### Grupo A
| Equipo        | Encuentros | Encuentros | Encuentros | Encuentros | Tantos  | Tantos    | Tantos     | Puntos |
| Equipo        | jugados    | ganados    | empatados  | perdidos   | a favor | en contra | diferencia | Puntos |
| ------------- | ---------- | ---------- | ---------- | ---------- | ------- | --------- | ---------- | ------ |
| Inglaterra    | 3          | 3          | 0          | 0          | 60      | 27        | +33        | 9      |
| Nueva Zelanda | 3          | 2          | 0          | 1          | 101     | 25        | +76        | 7      |
| Argentina     | 3          | 1          | 0          | 2          | 48      | 78        | −30        | 5      |
| Gales         | 3          | 0          | 0          | 3          | 17      | 96        | −79        | 3      |

Nota: Se otorgan 3 puntos al equipo que gane un partido, 2 al que empate y 1 al que pierda

### Grupo B
| Equipo         | Encuentros | Encuentros | Encuentros | Encuentros | Tantos  | Tantos    | Tantos     | Puntos |
| Equipo         | jugados    | ganados    | empatados  | perdidos   | a favor | en contra | diferencia | Puntos |
| -------------- | ---------- | ---------- | ---------- | ---------- | ------- | --------- | ---------- | ------ |
| Samoa          | 3          | 3          | 0          | 0          | 65      | 34        | +31        | 9      |
| Kenia          | 3          | 1          | 1          | 1          | 51      | 41        | +10        | 6      |
| Canadá         | 3          | 1          | 1          | 1          | 51      | 55        | −4         | 6      |
| Estados Unidos | 3          | 0          | 0          | 3          | 34      | 71        | −37        | 3      |

### Grupo C
| Equipo    | Encuentros | Encuentros | Encuentros | Encuentros | Tantos  | Tantos    | Tantos     | Puntos |
| Equipo    | jugados    | ganados    | empatados  | perdidos   | a favor | en contra | diferencia | Puntos |
| --------- | ---------- | ---------- | ---------- | ---------- | ------- | --------- | ---------- | ------ |
| Australia | 3          | 3          | 0          | 0          | 88      | 12        | +76        | 9      |
| Fiyi      | 3          | 2          | 0          | 1          | 93      | 31        | +62        | 7      |
| España    | 3          | 1          | 0          | 2          | 34      | 88        | −54        | 5      |
| Japón     | 3          | 0          | 0          | 3          | 21      | 105       | −84        | 3      |

### Grupo D
| Equipo    | Encuentros | Encuentros | Encuentros | Encuentros | Tantos  | Tantos    | Tantos     | Puntos |
| Equipo    | jugados    | ganados    | empatados  | perdidos   | a favor | en contra | diferencia | Puntos |
| --------- | ---------- | ---------- | ---------- | ---------- | ------- | --------- | ---------- | ------ |
| Sudáfrica | 3          | 3          | 0          | 0          | 116     | 26        | +90        | 9      |
| Francia   | 3          | 2          | 0          | 1          | 80      | 71        | +9         | 7      |
| Escocia   | 3          | 1          | 0          | 2          | 53      | 45        | +8         | 5      |
| Portugal  | 3          | 0          | 0          | 3          | 26      | 133       | −107       | 3      |

## Fase Final

### Cuartos de final
| 11 de mayo | Inglaterra | 19 - 17 | Francia |  |  |

| 11 de mayo | Australia | 12 - 5 | Kenia |  |  |

| 11 de mayo | Sudáfrica | 5 - 32 | Nueva Zelanda |  |  |

| 11 de mayo | Samoa | 10 - 26 | Fiyi |  |  |

### Semifinal
| 11 de mayo | Inglaterra | 12 - 15 | Australia |  |  |

| 11 de mayo | Nueva Zelanda | 12 - 10 | Fiyi |  |  |

### Final
| 11 de mayo | Australia | 33 - 52 | Nueva Zelanda |  |  |

| Bandera de Nueva Zelanda |
| Campeón Nueva Zelanda    |
| 5º título del circuito   |